# Madeleine Meteyer
Madeleine Meteyer, née en 1993, est une journaliste et autrice française.

## Biographie
Après des études au Centre de formation des journalistes, Madeleine Meteyer écrit dans Valeurs Actuelles et Marianne. 
Elle travaille actuellement pour Le Figaro.

## Œuvres
- La première faute, JC Lattès, 2021, 336 pages[2],[3],[4],[5]  – Le Livre de Poche, 2024
- Les Obsessions bourgeoises, JC Lattès, 2024[6],[7],[8],[9],[10]